# Zemelj
Zemelj este o localitate din comuna Metlika, Slovenia, cu o populație de 64 de locuitori.